# Germanen
Germanen eller germanén er et materiale der består af et enkelt lag af germaniumatomer. Materialet bliver fremstillet i en proces, der minder om den for silicen. Kraftigt vakuum og høje temperaturer bruges til at sætte det på et substrat. Tynde film af høj kvalitet fremstillet af germanen har vist sig at have usædvanlige to-dimensionelle strukturer med nye elektroniske egenskaber som egner sig til halvledere og videnskabelig forskning i materialer.

## Fremstilling og struktur
I september 2014 rapporterede G. Le Lay og andre at materialet kan gro på guld (111) ved molekylestråleepitaxy, hvilket gav en et-atomigt og to-dimensionel multifasefilm. Strukturen blev bekræftet ved Scanning Tunnel Microscope (STM), hvilket afslørede et næsten fladt bikube-struktur.
 We have provided compelling evidence of the birth of nearly flat germanene—a novel, synthetic germanium allotrope which does not exist in nature. It is a new cousin of graphene.

 — Guy Le Lay from Aix-Marseille University,  New Journal of Physics
Yderligere bekræftelse skete ved spetroskopiske målinger og DFT-beregninger (tæthedsfunktionalteori). Udviklingen af næsten flade et-atomige film har muligvis anvendelse til at erstatte grafen og om ikke andet tilføje alternativer til egenskaberne af lignende nanomaterialer.
En teknik til at fremstille germanen på guldsubstrat ved lave temperaturer ved nucleations-kontrolleret guld-induceret krystallisering er også blevet rapporteret. Baseret på STM-målinger og DFT-beregninger er der også blevet rapporeret en mere forvrænget form for germanen på platin. Epitaxial vækst af germanenkrystaller på GaAs (100) er ligeledes blevet demonstreret og beregninger indikerer at minimale interaktioner skulle gøre det muligt fjerne germanen let fra substratet.
Germanens struktur er blevet beskrevet som "en gruppe-IV grafen-lignende to-dimensionel bukket nanoark". Adsorption af germanium på grafen-lignende plader fører til dannelsen af "håndvægt"-enheder, med to germaniumatomer ud af planet, en på hver side af planet. "Håndvægtene" tiltrækker hinanden. Periodisk gentagelse af dannelsen af håndvægtstrukturer kan føre til yderligere stabile faser af germanen, med ændrede elektroniske og magnetiske egenskaber.

## Egenskaber
Germanens elektroniske og optiske egenskaber er blevet bestemt ved ab initio-beregninger, og strukturelle og elektroniske egenskaber ud fra første principper. Disse egenskaber gør materialet egnet til at bruge i højeffektive felteffekttransistorer og har genereret diskussion angående brugen af elementarer monolag i andre elektroniske enheder. De elektroniske egenskaber af germanen er usædvandlige og giver en sjælden mulighed for at teste egenskaberne af Dirac fermions. Disse usædvanlige egenskaber deler germanen generelt med grafen, silicen og stanen.

## References
1. 1 2  "Graphene gets a 'cousin' in the shape of germanene". phys.org. Institute of Physics. Hentet 11. september 2014.
2. 1 2 3  Dávila, M. E.; L. Xian; S. Cahangirov; A. Rubio; G. Le Lay (2014-09-01). "Germanene: a novel two-dimensional germanium allotrope akin to graphene and silicene". New Journal of Physics. 16 (9): 095002. doi:10.1088/1367-2630/16/9/095002. ISSN 1367-2630. Hentet 2014-09-11.
3. ↑  "Aix-Marseille University Researchers Produce Germanium Allotrope Germanene". Arkiveret fra originalen 17. februar 2020. Hentet 2014-09-11.
4. ↑  "Germanene can be alternative to graphene, gold substrate makes it possible". Northern Voices Online. Hentet 2014-09-11.
5. ↑  "Gold Substrate Used To Synthesize Graphene's Cousin Germanene". Arkiveret fra originalen 11. september 2014. Hentet 2014-09-11.
6. ↑  "Graphene gets a 'cousin' in the shape of germanene". Hentet 2014-09-11.
7. ↑  "Is this the new graphene?". Hentet 2014-09-11.
8. ↑  "New Member In The Family "Germanene"". Arkiveret fra originalen 3. juni 2016. Hentet 2014-09-11.
9. ↑  Park, Jong-Hyeok; Suzuki, Tsuneharu; Kurosawa, Masashi; Miyao, Masanobu; Sadoh, Taizoh (2013-08-19). "Nucleation-controlled gold-induced-crystallization for selective formation of Ge(100) and (111) on insulator at low-temperature (∼250 °C)". Applied Physics Letters. 103 (8): 082102. Bibcode:2013ApPhL.103h2102P. doi:10.1063/1.4819015. ISSN 0003-6951. Hentet 2014-09-11.
10. ↑  Li, Linfei; Shuang-zan Lu; Jinbo Pan; Zhihui Qin; Yu-qi Wang; Yeliang Wang; Geng-yu Cao; Shixuan Du; Hong-Jun Gao (2014-05-20). "Buckled Germanene Formation on Pt(111)". Advanced Materials. 26 (28): 4820-4824. doi:10.1002/adma.201400909. ISSN 0935-9648. PMID 24841358. Hentet 2014-09-11.
11. ↑  doi:10.1063/1.4830016
12. ↑  Ye, Xue-Sheng; Zhi-Gang Shao; Hongbo Zhao; Lei Yang; Cang-Long Wang (2014-05-14). "Intrinsic carrier mobility of germanene is larger than graphene's: first-principle calculations". RSC Advances. 4 (41): 21216-21220. doi:10.1039/C4RA01802H. ISSN 2046-2069. Hentet 2014-09-11.
13. ↑  Özçelik, V. Ongun; E. Durgun, Salim Ciraci (2014-08-07). "New Phases of Germanene". The Journal of Physical Chemistry Letters. 5 (15): 2694-2699. doi:10.1021/jz500977v. ISSN 1948-7185. Hentet 2014-09-11.
14. ↑  Ni, Zeyuan; Qihang, Liu; Tang, Kechao; Zheng, Jiaxin; Zhou, Jing; Qin, Rui; Gao, Zhengxiang; Yu, Dapeng; Lu, Jing (2012-01-11). "Tunable Bandgap in Silicene and Germanene". Nano Letters. 12 (1): 113-118. Bibcode:2012NanoL..12..113N. doi:10.1021/nl203065e. ISSN 1530-6984. PMID 22050667. Hentet 2014-09-11.
15. ↑  Scalise, Emilio; Michel Houssa; Geoffrey Pourtois; B. van den Broek; Valery Afanas’ev; André Stesmans (2013-01-01). "Vibrational properties of silicene and germanene". Nano Research. 6 (1): 19-28. doi:10.1007/s12274-012-0277-3. ISSN 1998-0124. Hentet 2014-09-11.
16. ↑  Kaneko, Shiro; Tsuchiya, Hideaki; Kamakura, Yoshinari; Mori, Nobuya; Ogawa, Matsuto (2014-03-01). "Theoretical performance estimation of silicene, germanene, and graphene nanoribbon field-effect transistors under ballistic transport". Applied Physics Express. 7 (3): 035102. Bibcode:2014APExp...7c5102K. doi:10.7567/APEX.7.035102. ISSN 1882-0786. Hentet 2014-09-11.
17. ↑  Roome, Nathanael J.; J. David Carey (2014-05-28). "Beyond graphene: stable elemental monolayers of silicene and germanene". ACS applied materials & interfaces. 6 (10): 7743-7750. doi:10.1021/am501022x. ISSN 1944-8252. PMID 24724967.
18. ↑  Wang, Yang; Brar, Victor W.; Shytov, Andrey V.; Wu, Qiong; Regan, William; Tsai, Hsin-Zon; Zettl, Alex; Levitov, Leonid S.; Crommie, Michael F. (september 2012). "Mapping Dirac quasiparticles near a single Coulomb impurity on graphene". Nature Physics. 8 (9): 653-657. Bibcode:2012NatPh...8..653W. doi:10.1038/nphys2379. ISSN 1745-2473. Hentet 2014-09-11.
19. 1 2  Matthes, Lars; Pulci, Olivia; Bechstedt, Friedhelm (2013-10-02). "Massive Dirac quasiparticles in the optical absorbance of graphene, silicene, germanene, and tinene". Journal of Physics: Condensed Matter. 25 (39): 395305. Bibcode:2013JPCM...25M5305M. doi:10.1088/0953-8984/25/39/395305. ISSN 0953-8984. Hentet 2014-09-11.